# Bernd Heise

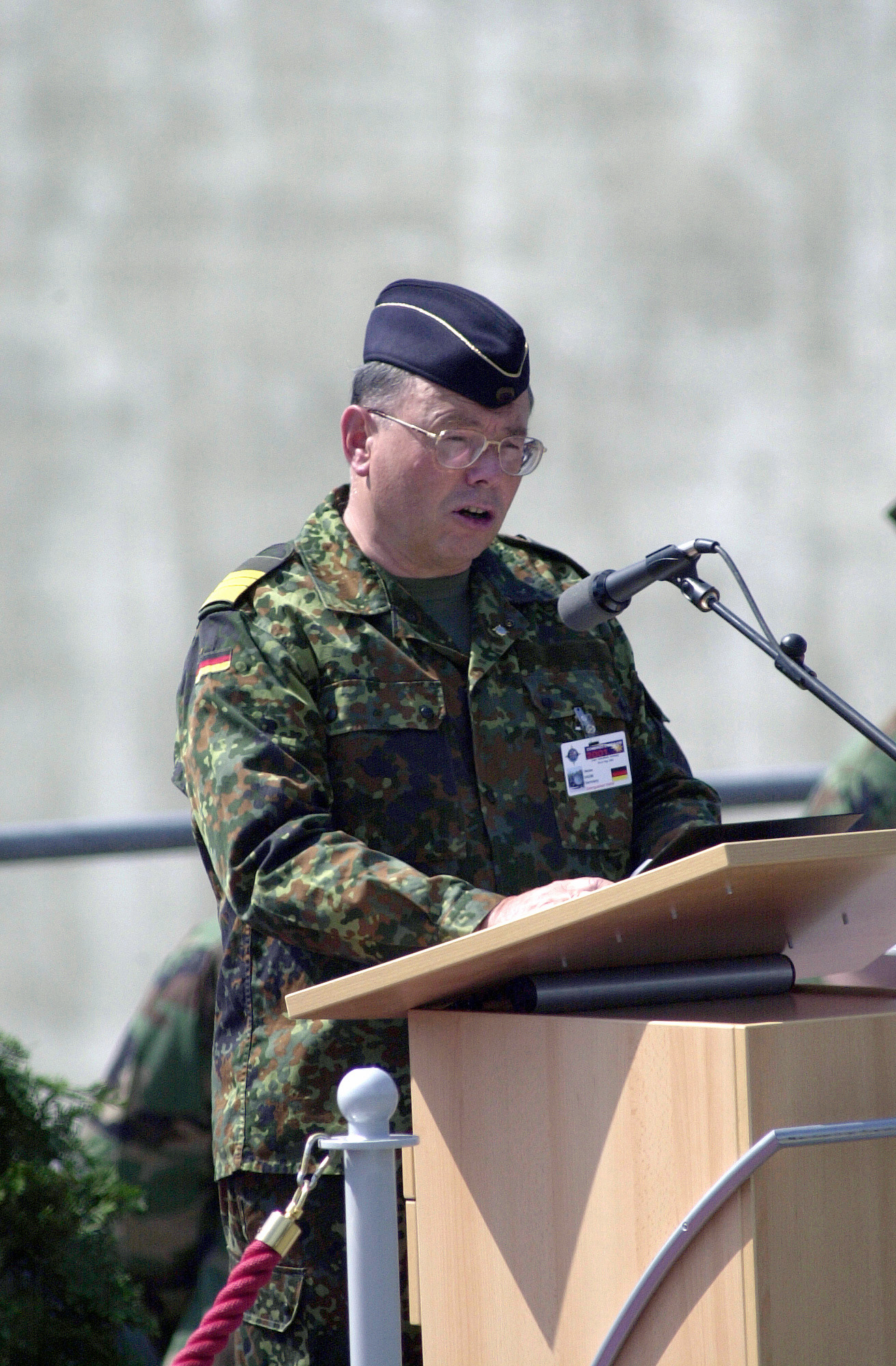
Bernd Heise bei einer Rede 2001

Bernd Heise (* 26. Januar 1943 in Berlin) ist ein deutscher Vizeadmiral im Ruhestand.
Vom 1. Oktober 2000 bis zum 31. Januar 2004 war Heise der Inspekteur der Streitkräftebasis und in dieser Funktion ab 1. Juli 2003 Stellvertreter des Generalinspekteurs der Bundeswehr. Als oberstem Verantwortlichen für die Streitkräftebasis unterstanden ihm das Streitkräfteunterstützungskommando, das Streitkräfteamt und zahlreiche andere Dienststellen, unter anderem des ehemaligen Zentralen Militärischen Dienststellen der Bundeswehr sowie truppendienstlich das Einsatzführungskommando der Bundeswehr und der Militärische Abschirmdienst (MAD).

## Biographie
Mit der Ausbildung zum Marineoffizier begann Heise 1962 seine militärische Karriere. Zunächst wurde er als Leutnant zur See in der Ausbildung von Offizieranwärtern der Marine auf dem Schulschiff Deutschland und als Kompanieoffizier bei einem (Marine-)Fernmeldebataillon eingesetzt. Mit der Beförderung zum Oberleutnant zur See begann er 1968 eine Ausbildung im Logistik- und Transportdienst der Marine, die zunächst in eine Verwendung als Inspektionschef an der Technischen Marineschule in Kiel mündete. Es folgte ein Einsatz als Schiffsversorgungsoffizier des Versorgungsschiffes Offenburg, während derer er am 1. Oktober 1970 zum Kapitänleutnant befördert wurde. Es schlossen sich eine Verwendung als Kompaniechef in einem Amphibischen Transport- und Umschlagbataillon sowie eine Ausbildung am US Naval War College (Naval Staff Course) an.
Mit der Beförderung zum Korvettenkapitän im Jahr 1975 absolvierte Heise den 17. Admiralstabslehrgang an der Führungsakademie der Bundeswehr in Hamburg. Es folgten Stabsverwendungen in der Einsatz- und Grundlagenlogistik im Flottenkommando, im Führungsstab der Marine, mit Beförderung zum Fregattenkapitän am 1. April 1980. Ab April 1984 war Heise als Gruppenleiter im Marineunterstützungskommando eingesetzt, wo er zum 1. Oktober 1985 zum Kapitän zur See befördert wurde. Im Herbst 1986 ging er als Kommandeur der Marineversorgungsschule nach List auf Sylt, um nach einer halbjährigen Zwischenverwendung als Referatsleiter in der Stabsabteilung Logistik des Führungsstabes der Marine am 1. Oktober 1989 für dreieinhalb Jahre deren Stabsabteilungsleiter zu werden.
1993 übernahm er, zum Flottillenadmiral befördert, die Aufgabe des Stellvertreters des Befehlshabers und Chef des Stabes im Territorialkommando Schleswig-Holstein in Kiel sowie nach Umgliederung zum Wehrbereichskommando I/6. Panzergrenadierdivision die des Stellvertreters des Befehlshabers und wurde Kommandeur der Wehrbereichstruppen. Im Juli 1995 kehrte er als Stabsabteilungsleiter (Fü M II) Logistik und Rüstung in den Führungsstab der Marine im Bundesministerium der Verteidigung (BMVg) zurück, wo er unter Beförderung zum Konteradmiral am 1. April 1997 den Stellvertreter des Inspekteurs der Marine und Chef des Führungsstabes ablöste.
Mit seiner Ernennung zum Vizeadmiral wurde Heise am 1. Oktober 2000 der erste Inspekteur der Streitkräftebasis und steuerte verantwortlich den Aufbau dieses neuen Militärischen Organisationsbereichs der Bundeswehr. Mit der Fusionierung seines Stabes mit dem Führungsstab der Streitkräfte wurde Heise im Sommer 2003 Stellvertreter des Generalinspekteurs der Bundeswehr und Inspekteur der Streitkräftebasis. Mit Vollendung seines 61. Lebensjahres trat er planmäßig in den Ruhestand. Anschließend war er ab März 2004 Vorsitzender des Vorstandes der Evangelischen Arbeitsgemeinschaft für Soldatenbetreuung.
Bernd Heise ist verheiratet mit Christel Heise und hat zwei Kinder.